# Angaragatti, Hirekerur
Angaragatti là một làng thuộc tehsil Hirekerur, huyện Haveri, bang Karnataka, Ấn Độ.